# زمین‌لرزه ۱۹۹۷ هرنایی
زمین‌لرزه هرنایی  در تاریخ ۲۷ فوریه ۱۹۹۷ میلادی، برابر با ‎۹ اسفند ۱۳۷۵، ساعت ۲۱:۰۸:۰۲ به زمان یوتی‌سی در پاکستان، منطقه هرنایی رخ داد. ژرفای این زلزله ۲۴٫۲ کیلومتر بود، و بزرگی آن ۷٫۱ در مقیاس Mw اعلام شده‌است. زمین‌لرزه به وقت محلی در روز جمعه، ساعت ۲ روی داده و منطقه زمانی آن یوتی‌سی +۵ بوده‌است .
سازمان زمین‌شناسی آمریکا نیز رومرکز این زمین‌لرزه را در مختصات ۲۹°۵۸′۳۴″شمالی ۶۸°۱۲′۲۹″شرقی / ۲۹٫۹۷۶°شمالی ۶۸٫۲۰۸°شرقی و ژرفای آن را در ۳۳ کیلومتر گزارش کرده‌است. بزرگی برگزیدهٔ این سازمان از میان بزرگی‌های محاسبه‌شدهٔ مختلف ۷٫۱ در مقیاس Mw بوده و از دید اثر، در میان چهار دسته‌بندی «نامحسوس»، «محسوس»، «زیان‌آور» یا «با تلفات»، زلزله را «با تلفات» اعلام کرده‌است.بیش از ۵۰۰ ساختمان در زمین‌لرزه خراب شده یا آسیب دیده‌است.رانش زمین در آن به وجود آمده‌است.
پروژهٔ «تنسور گشتاور مرکزوار» زاویه‌های (راستا، شیب، ریک) گسل سازندهٔ زمین‌لرزه و صفحه عمود بر آن را (°۲۹۸، °۱۵، °۱۲۲) یا (°۸۵، °۷۷، °۸۲) و نوع گسل را «معکوس» فرارسانده‌است.
شمار کشتگان زلزله حدود ۶۰ نفر بوده‌است.تعداد زخمیان ۲۰۰ نفر برآورده شده‌است.بی‌خانمان شدگان نیز ۱۰۰۰۰ نفر اعلام شده‌است.